# مارک بلیک (بازیکن فوتبال، زاده ۱۹۶۷)
مارک بلیک (انگلیسی: Mark Blake؛ زادهٔ ۱۷ دسامبر ۱۹۶۷) بازیکن فوتبال اهل بریتانیا است.
از باشگاه‌هایی که در آن بازی کرده‌است می‌توان به باشگاه فوتبال فولام، باشگاه فوتبال کولچستر یونایتد، باشگاه فوتبال وینچستر سیتی، باشگاه فوتبال کن، باشگاه فوتبال ساوت‌همپتون، باشگاه فوتبال آلدرشات تاون، و باشگاه فوتبال شروزبری تاون اشاره کرد.